# Тяжёлый металл (мультфильм)
«Тяжёлый металл» (англ. Heavy Metal) — полнометражный фантастический мультипликационный фильм с саундтреком в стиле хеви-метал, являющийся экранизацией одноимённой графической новеллы. В 2000 году было снято продолжение фильма: «Тяжёлый металл 2000», а также выпущена игра «Heavy Metal: F.A.K.K.²».
Одним из художников картины был Луис Ройо, а также Хуан Хименес.

## Сюжет

### Мягкая посадка
В Прологе от шаттла отделяется посадочный модуль в виде винтажного автомобиля Chevrolet Corvette 1957 года. Сидящий в нём астронавт в скафандре приземляется в пустыне, отстегивает парашют и приближается к викторианскому особняку, в холле которого его встречает дочь-подросток.

### Гримальди
Астронавт подходит к столу и открывает контейнер, из которого вылетает напоминающий шаровую молнию зелёный светящийся шар. Астронавт погибает в зелёном сиянии, а перепуганная девочка слышит голос шара, сообщающий, что он сосредоточие всего зла.

### Гэри Кэньен
Оригинальная история — Daniel Goldberg и Len Blum; по мотивам комикса Дэна О’Бэннона и Мёбиуса (Жан Жиро) — «Долгое завтра» («The Long Tomorrow»).

2031 год. В пустыне производятся археологические раскопки. После обнаружения зелёной сферы Лок-Нар один из археологов в защитной маске гибнет. Тем временем, в футуристическом Нью-Йорке бывалый таксист Гарри Кэньен читает New York Times от 3 июля 2031 года о 35 Олимпийских играх на марсианской орбите и сенсационной археологической находке Лок-Нара (Loc-Nar), которая будет выставлена в Музее Метрополитен. Тем временем, в такси подсаживается панк (парень в шипованной жилетке с прической ирокез) и пытается ограбить водителя, но Гарри с легкостью избваляется от него с помощью дезинтегратора.
Кэньен случайно становится свидетелем инцидента возле музея «Метрополитен»: толстый гангстер и его киборги убивают археолога, руководившего раскопками. Дочь убитого убегает, и Гэри подсаживает её к себе в машину. Девушка рассказывает ему об открытии её погибшего отца: из-за Лок-Нара вокруг них гибнут люди, а теперь мёртв и её отец. Гэри привозит девушку в полицию, но денег, чтобы заплатить за расследование, у них нет, и он отвозит дочь археолога к себе домой. Той же ночью девушка соблазняет его, и они занимаются любовью.
Утром Гэри просыпается один, и в его квартиру вламываются полицейские, ищущие дочь археолога. Гэри отрицает, что знаком с ней. В тот же день в машину Гэри забирается толстый гангстер, который представляется как Радник, представляющий интересы инвесторов с Венеры. Он угрожает таксисту расправой, если тот не согласится с ними сотрудничать в поисках девушки и пропавшего Лок-Нара.
Позже девушка выходит на связь с Гэри и убеждает его помочь ей — проводить на встречу с гангстерами, где она должна передать им Лок-Нар, обещая разделить вознаграждение. Гэри соглашается, и они отвозят Лок-Нар гангстерам, получают деньги и уезжают. Стоит гангстеру взять Лок-Нар в руки, как тот растворяет его.
В машине Гэри девушка угрожает таксисту пистолетом, но тот избавляется от неё при помощи дезинтегратора, оставляя себе деньги.

### Дэн
Автор — Ричард Корбен
Ден, заучка-подросток, находит в своём огороде «зелёный метеорит» и помещает его с свою коллекцию минералов. Проходит довольно много времени, и Ден, уже забывший о своей находке, экспериментирует дома с электричеством, пытаясь поймать заряд молнии. Лок-Нар затягивает мальчика в мир «Никогде» (Neverwhere), где Денни из тощего лохматого подростка превращается в лысого мускулистого парня по имени Дэн. Новый мир напоминает ему фильм Десять заповедей. Он приземляется на гигантского идола, откуда наблюдает за странным ритуалом и спасает юную обнажённую девушку, которую жрецы собирались принести в жертву «Уллатеку» (искаженное «Ктулху», произносимое задом наперед). Когда они оказываются в безопасности, девушка рассказывает ему, что её зовут Кэтрин Уэллс, и она родом из британской колонии в Гибралтаре. Она говорит, что очень благодарна за спасение, но ей нечем отблагодарить его, кроме как своим телом.
Пока они предаются удовольствиям, их окружает отряд подданных местного вождя революции — Арда.
Кэтрин и Дэна отводят к Арду, который погружает Кэтрин в сон и заточает в стеклянный саркофаг. Дэн узнаёт, что только Ард может вернуть девушку к жизни — в обмен на это Ард предлагает Дэну похитить у королевы (женщина, руководившая ритуалом в честь Уллатека) священный шар — Лок-Нар. Дэн соглашается, убедившись, что не может просто убить Арда (тот бессмертен, и раны от огнестрельного оружия на нём мгновенно заживают).
Дэн и воины Арда проникают во дворец королевы, где их ловит стража. Королева выказывает откровенную симпатию Дэну и предлагает отпустить его, если он ублажит её ненасытное тело. Дэн отлично справляется с заданием, и королева уже готова сделать его своим союзником, когда узнаёт, что воины Арда тем временем добрались до Лок-Нара и похитили его.
Спасаясь от разъярённой королевы и преследуемый ею и её войсками, Дэн пробирается обратно к идолу, где Ард уже готовится принести Кэтрин в жертву. Дэн спасает девушку, и они наблюдают за кровавой схваткой Арда, королевы и их армий. Над идолом разражается гроза, и Дэн, вспомнив, что попал в этот мир при помощи зелёного метеорита (очень похожего на Лок-Нар) и электричества молнии, воссоздаёт с помощью подручных средств исходные условия. Лок-Нар заставляет королеву и Арда исчезнуть, а Дэн, отказавшись от предложения Кэтрин стать новым правителем оставшихся бесхозными войск и от возвращения на Землю, улетает вместе с девушкой, сказав на прощание, что «на Земле он никто, а здесь он — ДЭН».

### Капитан Штернн
Автор — Берни Райтстоун
В коридоре космической станции тощий мужчина находит крошечный зелёный шарик. Положив находку в карман, он продолжает свой путь. На борту этой же космической станции перед судом предстает мужественный капитан Линкольн Штернн. Его судят за бесчисленные грабежи, пиратские налёты в космосе, торговлю наркотиками, убийства, изнасилования… и одно текущее нарушение правил парковки.
Штернн объявляет себя невиновным, и под возмущённый гомон зала и причитания своего адвоката удаляется на своё место. В ответ на мольбу адвоката Штернн заявляет, что у него есть выход: он подкупил свидетеля (того самого человека, который нашёл шарик в коридоре). Свидетель по имени Ганновер Фист начинает было рассказывать суду, что капитан Штернн — честнейший человек и столп общества, но Лок-Нар заставляет его рассказать всю горькую правду. В конце концов, Фист разъяряется так, что предлагает страшные кары, которые следовало бы применить к Штернну: «Его мало повесить! Его мало сжечь! Его надо разорвать на кусочки и похоронить живьём! Я убью его!! Убью!!!». Фист в такой ярости, что увеличивается в размерах: из тощего мужичонки превращается в груду мускулов размерами на две головы больше Штернна (чем очень напоминает Халка). Он рвется осуществить свои угрозы, и Штернн сбегает. Фист преследует его по коридорам станции, неся разрушение на своём пути.
Наконец Фист загоняет Штернна в угол, где капитан невозмутимо благодарит его за свидетельские показания и отдаёт обещанную взятку, что наводит на мысль о том, что весь этот спектакль был, возможно, подстроен Штернном, а вовсе не Лок-Наром.
Штернн к тому же с лёгкостью избавляется от более не нужного свидетеля: попрощавшись с Фистом, он открывает люк в полу станции и Фист улетает в свой последний полёт, сгорая при проходе через атмосферу, окружающую станцию. От него остается только рука, сжимающая крошечный Лок-Нар.

### Би-17
Американский Бомбардировщик Би-17 совершает ночной рейд. Экипажу удаётся отбомбиться, но половина команды погибает, а у самолёта повреждён двигатель. Самолёт уже направляется на посадку, когда в него врезается зелёная сфера Лок-Нар, превращающий погибших членов экипажа в кровожадных зомби. Они пожирают заживо второго пилота, а первому удаётся выпрыгнуть с парашютом — только для того, чтобы приземлиться на тропический остров, где расположилось кладбище погибших самолётов, населённое все теми же живыми мертвецами.
Последнее, что мы видим — это красная фигурка пилота на мониторе, её окружают медленно движущиеся зелёные тени, в очертаниях которых угадываются зомби.

### Так прекрасно, так опасно
Автор — Ангус МакКи
На автомобиле, который только что светился красным на чьём-то мониторе, в Пентагон прибывает учёный, доктор Арнак. Ему предстоит произнести речь на собрании, посвящённом загадочным мутациям в Аризоне («у людей кожа становится зелёной, на спине вырастают руки»). На собрании доктор уверенно развеивает опасения сенаторов и военных, уверенных, что причина мутаций в чём-то, что кроется в космосе. Доктор же заверяет собравшихся, что, по его мнению, «Земля — технически совершенная цивилизация, единственная таковая во всей Вселенной». Пентагон, тем временем, накрывает тень от огромного сферического космического корабля.
Доктор внезапно начинает запинаться, его зрение приковывает к себе брошь рыжеволосой стенографистки Глории — зелёная светящаяся сфера. С животной страстью доктор бросается на девушку и валит её на стол. В этот момент потолок зала пробивает огромная труба, высунувшаяся из космического корабля, и доктора вместе со стенографисткой затягивает в неё. Сенаторы и военные ошарашенно смотрят в потолок, корабль отчаливает.
После путешествия по транспортной системе внутри корабля доктор Арнак разваливается на части — он оказался андроидом. Похожий на чебурашку робот, возглавляющий экипаж корабля, весьма раздражён тем обстоятельством, что андроид не подлежит ремонту, но его очень радует появление хорошенькой Глории в красной миниюбке и лиловой блузке. С помощью своей команды, этаких межзвездных хиппи, он убеждает Глорию остаться с ними, убеждая, что не в их силах вернуть её на Землю. В следующей сцене обнаженная Глория курит на кровати, лежа с роботом и говорит, как ей было хорошо. Робот делает предложение руки и сердца, но Глория настаивает на свадьбе по еврейскому обычаю.
Пока робот и Глория обсуждают планы, хиппи-пилоты, нанюхавшиеся «плутонного кокса» и впавшие в блаженную нирвану, едва не разбивают корабль при приземлении на громадную космическую станцию.
Перед последней историей Лок-Нар говорит девочке, что в ней есть сила, которой она сама не понимает, и он не даст этой силе пробудиться. Перед смертью он предлагает ей посмотреть как будет уничтожен её мир.

### Таарна
по мотивам историй Мёбиуса про Арзака 

Лок-Нар приземляется на пустынную планету и исторгает из себя волну зелёной лавы, в которой тонет орда воинственно выглядящих варваров. Когда волна лавы спадает, люди меняются — их кожа становится зелёной, глаза загораются жёлтым огнём. Лок-Нар одарил их манией убийства: вся орда кидается в атаку на мирный город. Старейшина города, несмотря на убеждения соратников, отказывается вооружать граждан и предлагает призвать на помощь гибнущему городу последнего выжившего из мёртвой расы Тааракиенов — защитников.
Таарна, прекрасная девушка-воин с белыми волосами и клеймом в форме стилизованного меча на шее, является на их зов (она летит верхом на крылатом существе, похожем на птеродактиля).Таарна летит над пустыней до огромного храма Тааракиенов. В центре храма находится статуя женщины-воина с мечом в руках. Таарна снимает балахон, прыгает в бассейн перед идолом, и выйдя из воды экипируется, надевая черные чулки, красные сапоги, чёрное бикини с поясом и ошейником. Она берёт в руки золотой меч и подходит к статуе. Энергия с меча в руках статуи переходит в меч Таарны.
Увы, Таарна приходит слишком поздно — город разрушен, старейшины мертвы, и единственное, что указывает Таарне путь к убийцам — медальон с буквой Z, зажатый в пальцах обезглавленного Старейшины. Таарна выходит на след варваров-мутантов. Она заходит в таверну и после внезапно вспыхнувшего конфликта хладнокровно убивает их своим мечом. Бармэну она молча протягивает медальон Старейшины, на что тот говорит об зелёном свечении по ту сторону оазиса. В каньоне она попадает в ловушку. Таарна сражается с предводителем варваров и побеждает его в жестокой битве. Раненая, истекающая кровью, она седлает своего летуна и вместе с ним устремляется к Лок-Нару. Используя энергию меча, Таарна уничтожает Лок-Нар.

### Эпилог
Одновременно с уничтожением в мире Таарны, Лок-Нар уничтожается и на Земле. Шар взрывается, но девочке удаётся сбежать за несколько секунд до взрыва. Когда она стоит в поле, глядя на развалины, к ней с неба спускается птенец, очень похожий на летуна Таарны, девочка садится на него верхом, и они вместе улетают в рассвет — побелевшие волосы девочки развеваются, обнажая на её шее клеймо Тааракиена.

## Участники действия
- Лок-Нар (Loc-Nar) — основной участник действия, который представляет собой зелёный светящийся шар. Астронавт Гримальди привозит его в контейнере домой и погибает от него. В 2031 году археологи откапывают его как ценный артефакт и первый из них погибает. Руководитель экспедиции пробует выставить его в музее, но гибнет от рук гангстеров с другой планеты, которые пытаются заполучить его. Гангстер Радник подобно астронавту Гримальди также гибнет от сияния Лок-Нара. Американский подросток Дэн, напротив, воспринимает Лок-Нар как метеорит и лишь сообщив ему энергию молнии, преобразившись, оказывается в ином мире. В этом новом мире Лок-Нар оказывается частью скипетра власти, за который борются местные кланы. Впоследствии Дэн, как и таксист Гарри Кэнион и капитан Линкольн Штерн не проявляют интереса к зелёной сфере и остаются невредимыми. А вот мертвых американских летчиков времен Второй мировой войны и варваров из мира Таарны Лок-Нар превращает в зомби. Лок-Нар разрушается после того, как воительница Таарна вонзает в шар свой меч.
- Таарна (Taarna) — прекрасная воительница и последняя представительница своей касты воинов Тааракийцев (Taarakians). Перемещается по воздуху с помощью крылатого монстра, напоминающего птеродактиля. Имеет бело-седые волосы и носит весьма откровенный наряд (высокие красные сапоги, черные чулки, чёрное бикини, пояс), который впрочем использует для введения в заблуждение своих противников. Вооружена мечом. Погибает, уничтожая Лок-Нар.